# 新兴街站
新兴街站（維吾爾語：شىنشىڭ كوچىسى بېكىتى‎，拉丁维文：Shinshing Kocisi békiti）是乌鲁木齐地铁1号线的地铁车站，位于中国新疆维吾尔自治区乌鲁木齐市水磨沟区犁铧街与新民街交叉口南侧，于2019年6月28日开通。

## 车站结构

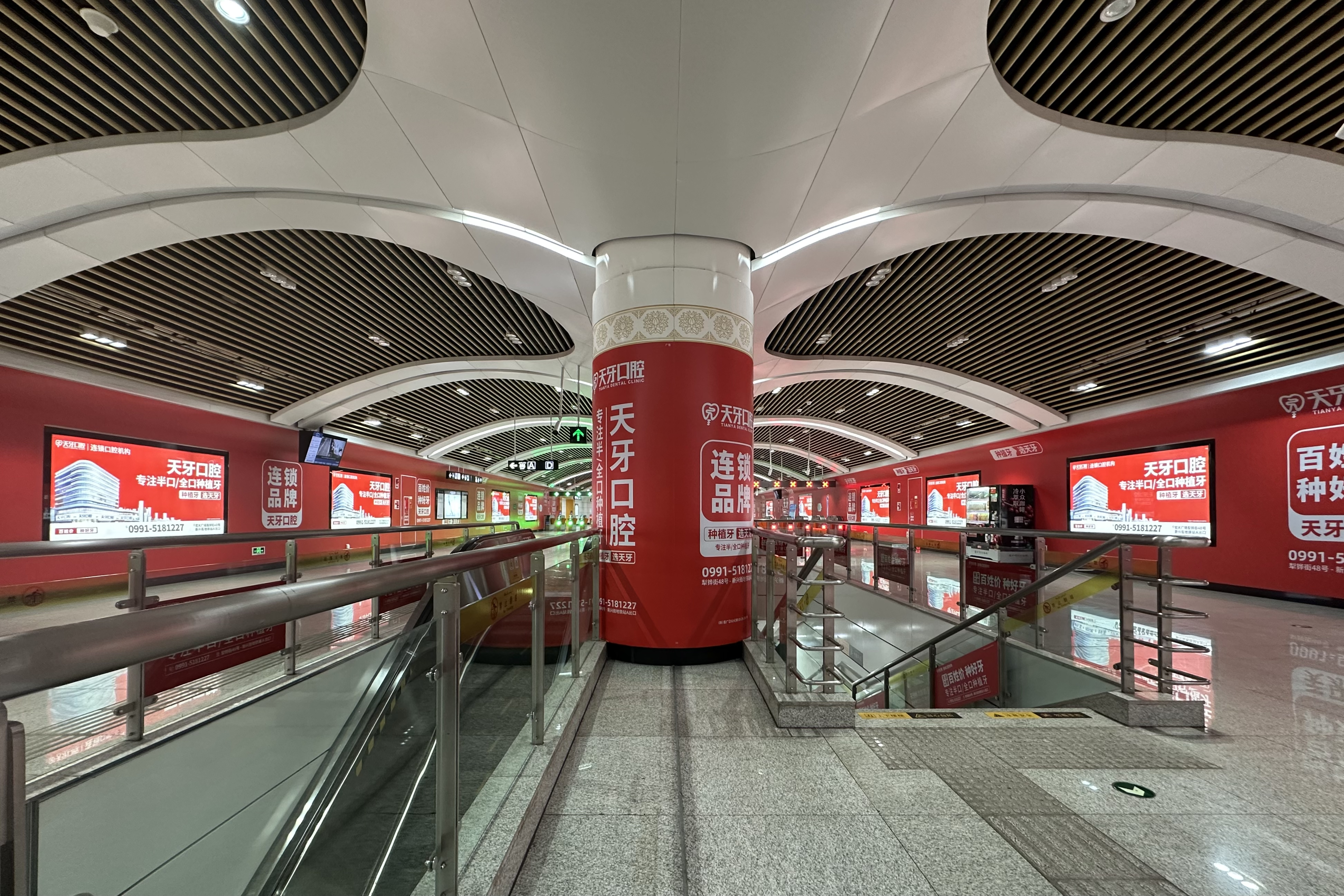
站厅

新兴街站沿犁铧街南北向设置，为地下二层岛式站台车站，车站长205.59米，标准段宽20.9米，车站地下一层为站厅层，地下二层为站台层，站台设置全高站台门。
| 地面              | 出入口 | A、D出入口                                                                                                  |
| 地下一层          | 站厅   | 客服中心、自动售票机、验票机                                                                                |
| 地下二层          | 站台   | \| \| \| █ 1号线往国际机场（南湖广场） \| \| 島式 · 開左邊车门 \| \| \| \| \| \| █ 1号线往三屯碑（北门） \| |
|                   |        | █ 1号线往国际机场（南湖广场）                                                                               |
| 島式 · 開左邊车门 |        | |
|                   |        | █ 1号线往三屯碑（北门）                                                                                     |

## 车站出口
新兴街站目前开放2个出入口，各出口及周围设施如下所示：
| 编号                | 出入口信息                         | 照片 | 无障碍设施 |
| ------------------- | ---------------------------------- | ---- | ---------- |
| A · 出口            | 犁铧街西侧，乌鲁木齐市第八小学     |      | 不適用     |
| D · 出口 · （设有） | 犁铧街西侧，乌鲁木齐市第五十三小学 |      |            |
| 图例： 设有         |                                    |      |            |

## 接驳交通

### 公交车
- 宏大广场：30路，35路，58路，59路，60路，73路，104路，104路宏大广场区间车，104路支线，306路，309路，501路，536B路

## 车站历史
- 2019年6月28日，车站随1号线全线通车开通[1]。
- 2020年
  - 2月2日，受新冠疫情影响，车站暂停运营[3]。3月11日，车站恢复运营[4]。
  - 7月16日，受新冠疫情影响，车站暂停运营[5]。9月20日，车站恢复运营[6]。